# Maxey-sur-Vaise
Maxey-sur-Vaise är en kommun i departementet Meuse i regionen Grand Est (tidigare regionen Lorraine) i nordöstra Frankrike. Kommunen ligger i kantonen Vaucouleurs som tillhör arrondissementet Commercy. År 2022 hade Maxey-sur-Vaise 281 invånare.

## Befolkningsutveckling
Antalet invånare i kommunen Maxey-sur-Vaise
| Referens: INSEE |